# Alejandro Daroca del Val

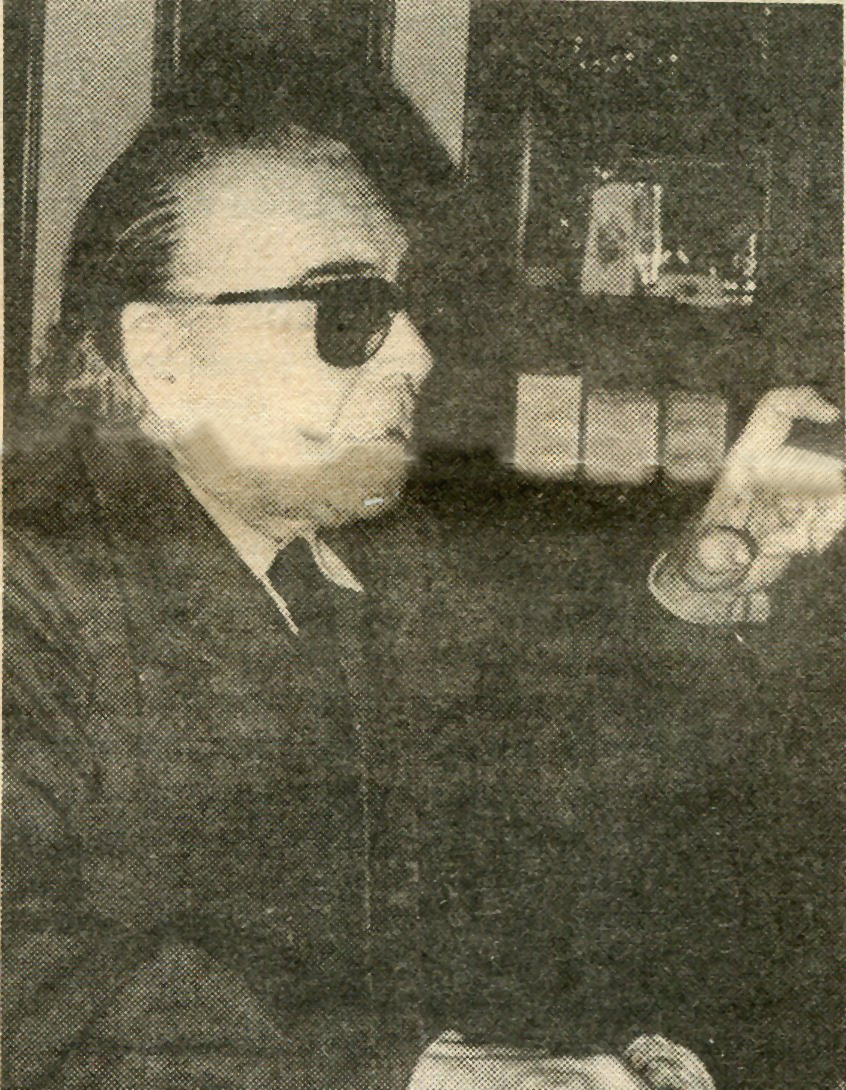

Alejandro Daroca del Val (Lagata, 1914 - Jerez de la Frontera, 2005) fue un periodista español.

## Biografía
Originario de la provincia de Zaragoza, realizó estudios universitarios de magisterio; posteriormente estudió en la Escuela Oficial de Periodismo. Realizó buena parte de su carrera profesional en medios pertenecientes a la Cadena de Prensa del «Movimiento». Tras finalizar sus estudios de periodismo fue destinado como redactor-jefe al diario Los Sitios, incorporándose en 1944 al diario Córdoba. Posteriormente sería director de los diarios Odiel de Huelva —entre 1955 y 1963— y la La Voz del Sur, de Jerez de la Frontera. Daroca dirigió La Voz del Sur desde su fundación, en 1963, hasta su desaparición en 1984. Tanto en Huelva como en Jerez dirigió las respectivas Asociaciones de la Prensa y en ambas ciudades sería el fundador de la Hoja del Lunes. En 1984, tras la clausura de La Voz del Sur, se jubiló.
Durante algún tiempo ejerció como vicepresidente de la Federación de Asociaciones de la Prensa de España.
Falleció en Jerez de la Frontera en marzo de 2005.